# Маньковский, Григорий Ильич
Григорий Ильич Манько́вский (7 (19) марта 1897, Бронницы — 8 апреля 1965, Москва) — советский учёный в области горного дела, член-корреспондент Академии наук СССР (1960). Лауреат Сталинской премии (1946). Награждён орденом Ленина, тремя другими орденами, а также медалями.

## Биография
Родился 7 (19) марта 1897 года в городе Бронницы Московской губернии в семье провизора Ильи Иосифовича Маньковского и Софьи Авраамовны Иоффе. С 1907 по 1914 год обучался в 1-м Московском реальном училище, затем окончил Ленинградский горный институт (1915—1924), получив специальность горного инженера. В старших классах училища и в первые годы учёбы в институте занимался репетиторством, в 1918—1921 годах работал техником в строительных организациях.
Окончив институт, Г. И. Маньковский работал заведующим проходками на строительстве шахт Донецкого (1924—1928) и Подмосковного (1928—1931) угольных бассейнов. Именно на стройках Мосбасса учёный впервые столкнулся с задачей проходки горных выработок в сложных геологических и гидрогеологических условиях, что и стало в дальнейшем основным направлением его научной деятельности.
В 1931 году Г. И. Маньковский перешёл в Московский горный институт на должность доцента кафедры шахтного строительства, где читал курс «Проходка вертикальных шахт». До него подобных курсов не было не только в СССР, но и за рубежом. Одновременно Г. И. Маньковский вёл этот же курс во Всесоюзной промышленной академии и на Высших академических курсах комсостава промышленности ВСНХ.
Начиная с 1934 года Маньковский работал на I, II и III очередях строительства Московского метрополитена. Ему поручали шахты на участках с трудными геологическими условиями, где требовалась проходка под сжатым воздухом. С его участием происходило внедрение новой техники щитовой проходки, а также горного способа проходки с эжектором, который в дальнейшем получил широкое распространение. Впоследствии Г. И. Маньковский был консультантом по отдельным сложным вопросам строительства метро и председателем экспертных комиссий по проектам строительства Ленинградского и Киевского метрополитенов.
В 1939 году была основана первая специализированная организация «Шахтострой» в связи с началом широкого строительства шахт в угольной промышленности СССР. Г. И. Маньковский был назначен на должность заместителя главного инженера-начальника технического отдела (1939—1954).
В годы Великой Отечественной войны в связи с оккупацией ряда шахт (в частности — шахт Донбасса) возникла необходимость строительства предприятий по подземной добыче каменного угля в других районах со сложными гидрологическими условиями, а также развития Подмосковного бассейна. Г. И. Маньковский был инициатором создания специализированного треста «Шахтспецстрой», который он возглавлял в течение 12 лет (1943—1954). За это время трест стал ведущим в стране. Работниками треста были внедрены в производство такие новые методы, как: бурение шахтных стволов полного диаметра, турбинное бурение замораживающих скважин, строительство способом замораживания околоствольных дворов, тампонирование пород глиноцементными растворами, новая техника и технология кессонной проходки, совмещение водопонижения со специальными способами проходки на одной строительной площадке и др.
Благодаря работам Г. И. Маньковского в кратчайший срок были освоены новые ценные, но сильно обводненные месторождения полезных ископаемых: месторождения южного и северо-западного крыла Подмосковного бассейна, западных районов Донбасса, района Чурубай-Нуры в Караганде, Боровичского месторождения огнеупорных глин и др.
В 1944 году Г. И. Маньковский защитил докторскую диссертацию на тему «Проходка шахт способом бурения». В 1946 году — стал лауреатом Сталинской премии III степени за разработку и внедрение в производство нового способа бурения шахт диаметром 5 метров, в 1948 году учёному было присвоено звание Заслуженного деятеля науки и техники РСФСР за выдающиеся заслуги в области технических наук.
С 1954 года Маньковский работал в Институте горного дела АН СССР в должности старшего научного сотрудника, затем — заведующего лабораторией специальных способов проходки горных выработок и водопонижения (1955—1958). С 1958 года — заместитель директора института. В ноябре 1954 года распоряжением Совета министров СССР Г. И. Маньковский был назначен консультантом Министерства угольной промышленности СССР по бурению стволов шахт.
В 1957 году Г. И. Маньковский был утверждён в учёном звании профессора по специальности «специальные способы проходки горных выработок» Института горного дела АН СССР. 10 июня 1960 года — избран членом-корреспондентом АН СССР по Отделению технических наук, специальность — «горное дело».
Маньковский длительное время занимался проблемами освоения Курской магнитной аномалии: в 1958—1962 годах был заместителем председателя Научного совета по проблемам КМА АН СССР, а в 1963—1965 годах — председателем этого совета. Уделял большое внимание организации в городе Губкине научно-исследовательского института по проблемам Курской магнитной аномалии (НИИКМА им. Л. Д. Шевякова).
Григорий Ильич Маньковский умер 8 апреля 1965 года в Москве.

## Награды и звания
- Сталинская премия III степени (1946)
- Заслуженный деятель науки и техники РСФСР (1948)
- Орден Ленина
- Два ордена Трудового Красного Знамени
- Орден «Знак Почёта»
- Знак «Шахтёрская слава 1 степени»
- Два знака за строительство Московского метрополитена I и II очередей
- Медали[3]

## Основные научные труды
- Маньковский Г. И. «Проходка вертикальных шахт» (учебное пособие). — М., 1935.
- Маньковский Г. И. «Специальные способы проходки горных выработок». — М., 1958.
- Маньковский Г. И. «Курская магнитная аномалия». — М., 1962.
- Маньковский Г. И. «Специальные способы сооружения стволов шахт». — М., 1965.

Г. И. Маньковский разработал метод шарошечного бурения стволов шахт в сложных горно-геологических условиях. Также он является автором работ по замораживанию горных пород при проходке стволов и водопонижению, научно-методических работ по шахтному строительству и трудов по истории горной техники.

## Изобретения
Список изобретений доктора технических наук Маньковского Григория Ильича (на 04.02.1954 года):
| № п/п | Наименование изобретения                                            | № авторского изобретения | Дата приоритета    |
| ----- | ------------------------------------------------------------------- | ------------------------ | ------------------ |
| 1.    | Опускное железобетонное крепление для шахт                          | 63736                    | 22 апреля 1941 г.  |
| 2.    | Утяжелитель бурового инструмента                                    | 64051                    | 19 октября 1942 г. |
| 3.    | Способ и устройство для бурения скважин                             | 68814                    | 15 октября 1942 г. |
| 4.    | Устройство для ударно-вращательного бурения                         | 69246                    | 27 февраля 1943 г. |
| 5.    | Способ проходки шахт                                                | 70797                    | 13 декабря 1946 г. |
| 6.    | Устройство для погрузки породы в шахтах, земли в канавах и т. п.    | 72011                    | 6 ноября 1946 г.   |
| 7.    | Трёхрядная колонна труб для промывки шахтных стволов при их бурении | 83995                    | 27 мая 1947 г.     |
| 8.    | Шарошка для бурения шахт                                            | 72522                    | 6 января 1947 г.   |
| 9.    | Долото-расширитель для бурения шахт                                 | 86943                    | 18 января 1949 г.  |
| 10.   | Всасывающая коробка породоподъёмного эрлифта для бурения шахт       | 83767                    | 29 января 1949 г.  |
| 11.   | Железобетонный блок для крепления горных выработок                  | 85449                    | 7 октября 1949 г.  |
| 12.   | Рамные блоки (Удостоверение на техническое усовершенствование)      | 23/151-45                | 9 июля 1946 г.     |